# Michael von Zitzewitz
Michael von Zitzewitz (* 10. März 1945  in Aalen) war vom 1. Januar 1999 bis zu seinem Eintritt in den Ruhestand am 31. März 2010 Vorsitzender der Geschäftsführung der Messe Frankfurt GmbH. Sein Nachfolger ist Wolfgang Marzin.

## Leben und Wirken
Von Zitzewitz studierte Volkswirtschaftslehre in Hamburg und München. Er absolvierte das Examen zum Steuerberater. Seine berufliche Karriere begann er 1972 bei den Wirtschaftsprüfungs- und Steuerberatungsgesellschaften Industrietreuhand in Mannheim und zwei Jahre später bei W. Schlage in Hamburg. 1976 wechselte von Zitzewitz zur Lehndorff Vermögensverwaltung GmbH in Hamburg, wo er 1981 zum stellvertretenden Geschäftsführer mit den Zuständigkeiten Betriebswirtschaft, Bilanzierung und Vertrieb dieser vor allem in Immobilien in Kanada und den USA anlegenden Immobiliengesellschaft ernannt wurde. 1983 übernahm er bei der Deutschen Bank als stellvertretender Direktor den Vertrieb aller Kapitalanlageprodukte auf Immobilienbasis. Er wurde Geschäftsführer und Vorstandsvorsitzender verschiedener Immobiliengesellschaften im Inland sowie in den USA und Japan. Von 1992 bis 1998 war von Zitzewitz Geschäftsführer der Commerz Grundbesitz Investmentgesellschaft mbH in Wiesbaden.

## Vorsitzender der Geschäftsführung bei der Messe Frankfurt
Bei der Messe Frankfurt lag sein Schwerpunkt von Anfang an auf der Entwicklung des internationalen Geschäfts und gleichzeitig auf der Stärkung des Heimatstandorts Frankfurt am Main. Neben der Stärkung der Leitmessen in Frankfurt gehört die Weiterentwicklung des Messegeländes und der Messedienstleistungen zu seinen Zielen. Unter seiner Ägide wurden die Halle 3 (2001), das Forum (2001), die Dependance (2005), das Cargo Center (2007) und zuletzt die Halle 11 mit dem Portalhaus (2009) realisiert. Städteplanerisch gesehen, waren insbesondere die letzten beiden Bauvorhaben auf dem Frankfurter Messegelände ein Initiativprojekt für die Gesamtentwicklung und Gestaltung des angrenzenden Europaviertels innerhalb des Masterplans von Albert Speer.
Michael von Zitzewitz war von 2002 bis 2004 Präsident der European Major Exhibition Centres Association. Seit 2005 ist er Vorsitzender der Gesellschaft zur Freiwilligen Kontrolle von Messe- und Ausstellungszahlen. Seit Dezember 2007 ist er Vorstandsmitglied der Deutschen Handelskammer in Österreich. Darüber hinaus ist Michael von Zitzewitz Honorarkonsul von Bangladesch für das Land Hessen.
Seine Eltern waren die Offizierstochter Alberta von Brandenstein (1908–1969) und der später Oberstleutnant und Kaufmann Jürgen von Zitzewitz (1911–1988), Familienlinie Klein-Machmin. Der Großvater Günther von Zitzwitz war Gutsbesitzer, Offizier und Johanniterritter. Michael von Zitzewitz hatte mehrere Brüder. 